# Boris Sanson
Pour les articles homonymes, voir Sanson.
Boris Sanson, né à Bordeaux le 7 décembre 1980, est un escrimeur français, spécialiste du sabre, membre de l'équipe de France de sabre de 2000 à 2010, champion du monde et champion olympique en 2008 par équipes aux Jeux de Pékin avec Nicolas Lopez et Julien Pillet.

## Biographie

### Parcours sportif
Né à Bordeaux le 7 décembre 1980, il grandit et en Gironde jusqu'à l'âge de ces 18 ans. Il découvre la natation à cinq ans et l'escrime à dix ans au[réf. nécessaire] CAM Escrime Bordeaux. Il progresse jusqu'à intégrer l'INSEP et l'équipe de France junior en 1999. Il finit troisième aux championnats du monde juniors. Il remporte la médaille de bronze aux championnats d'Europe de Bourges en 2003. En 2004, il est classé parmi les dix meilleurs mondiaux[réf. nécessaire] et rentre en équipe de France championne olympique aux Jeux d'Athènes en 2004 en tant que remplaçant. Le statut de remplaçant édicté par le règlement de la Fédération Internationale d'Escrime ne lui a pas permis de monter sur le podium pour y recevoir la médaille d'or olympique.
Lors de l'épreuve individuelle des Jeux olympiques d'été 2008 à Pékin, il perd en tableau de 16 face à l'Italien Luigi Tarantino, no 1 mondial sur la saison 2007/2008.
Pendant l'épreuve par équipe durant la demi finale, il permet de donner un second souffle à l'équipe. Il prend le relais avec six touches de retard (24-30) face à Diego Occhiuzzi, et redonne l'avantage à son équipe en gagnant son match onze touches contre trois. Il replace la France en tête (35-33), permettant à Nicolas Lopez et Julien Pillet de conclure et d'envoyer la France en finale contre les États-Unis La France s'impose et devient championne olympique. Il met fin à sa carrière en 2010 après une médaille de bronze lors des championnats du France.

### Parcours professionnel
En 1996, il obtient son monitorat d'escrime et poursuit ses études à Bordeaux. À dix-huit ans, il rejoint l'INSEP et suit une licence STAPS. Trois ans plus tard, il obtient un baccalauréat spécialité gestion comptabilité. En 2004, il suit un master en sciences de l'éducation et une prépa kinésithérapie à l'INSEP.  Il obtient également son BE de maitre d'arme la même année. 
En 2005, il intègre l'école de masseur kinésithérapeute à Saint-Maurice et dédouble ses années afin d'optimiser son double cursus. Il en ressort diplômé en 2011.
Par le biais du Docteur Violaine Guerrin, il intègre l'association Stop aux violences sexuelles (SVS) en 2011 et fait partie des fondateurs des ateliers thérapeutiques. Il encadre les ateliers de groupe hommes et femmes et y met fin en 2021. En 2013, il obtient son diplôme de Thérapeute Manuel (ITMP). En 2014, il intègre le STAFF[Quoi ?] des Kinésithérapeutes des équipes de France d'escrime jusqu'en 2020. En 2016, il obtient son diplôme de réflexologie tissulaire (formation Niromathe). En 2017, il obtient son diplôme de psychologue ésotérique. En 2017, il s'intéresse aux soins psycho-énergétiques (soins quantiques, magnétisme supérieurs, radiesthésie, préparation mentale). En 2021, il déménage à Bordeaux et ouvre son cabinet de kinésithérapie déconventionnée et de thérapie holistique.
En 2022, il suit une formation de décoration et d'architecture d'intérieur 3D.

## Palmarès
- Jeux olympiques d'été
  -  Médaille d'or par équipes aux Jeux olympiques d'été 2008 à Pékin

- Championnats du monde
  -  Médaille d'or par équipes aux championnats du monde 2006 à Turin
  -  Médaille de bronze par équipes aux championnats du monde 2005
  -  Médaille d'argent par équipes aux championnats du monde 2007 à Saint-Pétersbourg

- Divers
  - Coupe du Monde de Budapest en 2004
  - 3ème Coupe du Monde de Madrid en 2004

## Décoration
- Chevalier de la Légion d'honneur (2008)[5]